# 張衍熙
张衍熙（1808年—1867年），字如皞，山东沾化县大高镇河沟张村人。清朝军事将领。
张衍熙出身普通农家。其父嗜读书，然而屡试不中，遂改习医。二叔父皆为武庠生。张衍熙与兄长张衍鲁受到当地尚武风气影响，弃文就武。张衍鲁中式道光九年（1829年）武进士。道光二十年（1840年），张衍熙矣中式武进士，以营守备用，历官济南提塘、徐州营守备。诰授武德骑尉。